# Raßdorf (Zahna-Elster)
Raßdorf ist ein Ortsteil der Stadt Zahna-Elster.

## Geografie
Raßdorf liegt rechtselbisch westlich des Zahnabachs. Im Westen des Ortes befindet sich forstwirtschaftlich genutzter Wald. Norden, Osten und Süden sind durch Äcker und Wiesen charakterisiert, die von zahlreichen Wassergräben durchzogen werden.
Die Entfernung zu den beiden Ortsmitten von Zahna und Elster beträgt jeweils etwa 5 km Luftlinie, jene nach Lutherstadt Wittenberg im Westen 12 km und etwa 16 km bei Verkehrswegnutzung.
Dorfmorphologisch zählt Raßdorf zu den Straßendörfern.

## Geschichte
Die Ersterwähnung erfolgte 1428 als Rotsdorff. Bis zur Errichtung eines Ritterguts 1612 war der Ort nicht kontinuierlich besiedelt.
Von 1928 bis 2010 war Raßdorf ein Teil der eigenständigen Gemeinde Leetza.
Seit dem 1. Januar 2011 ist Raßdorf Ortsteil der neugegründeten Stadt Zahna-Elster und gehört dort zur Ortschaft Leetza.

## Verkehr
Von Westen führt die Kreisstraße K 2016 in den Ort, die im Nordwesten auf etwa halber Strecke zwischen Külso und Leetza an die K 2017 angebunden ist.  Die Dorfstraßen im Ortskern sind gepflastert und heben sich damit von den ortsausgehenden, asphaltierten Wegen ab. Neben der K 2016 zählen dazu die Wirtschaftswege nach Leetza im Norden und nach Zemnick im Osten.
Die Anwohnerstraßen und -wege in Raßdorf tragen keine separaten Namen.